# FC Porto (piłka ręczna)
FC Porto – portugalski klub piłki ręcznej mężczyzn z siedzibą w Porto, założony 5 października 1932. Najbardziej utytułowana męska drużyna w Portugalii. Domowe mecze rozgrywa w - otwartej 23 kwietnia 2009 - hali sportowej Dragão Arena, zlokalizowanej nieopodal Estádio do Dragão, mogącej pomieścić 2179 widzów.

## Sukcesy

### Krajowe
- Mistrzostwo Portugalii:

Zwycięstwa (21): 1953/54, 1956/57, 1957/58, 1958/59, 1959/60, 1962/63, 1963/64, 1964/65, 1967/68, 1998/99, 2001/02, 2002/03, 2003/04, 2008/09, 2009/10, 2010/11, 2011/12, 2012/13, 2013/14, 2014/15, 2018/19
- Puchar Portugalii:

Zwycięstwa (8): 1975/76, 1976/77, 1978/79, 1979/80, 1993/94, 2005/06, 2006/07, 2018/19
- Puchar Ligi:

Zwycięstwa (3): 2003/04, 2004/05, 2007/08
- Superpuchar Portugalii:

Zwycięstwa (7): 1995, 2000, 2001, 2003, 2010, 2014, 2019

### Międzynarodowe
- Puchar EHF:

1/8 finału (3): 1998/1999, 2010/2011, 2011/2012
1/16 finału (1): 1997/1998
- Puchar Zdobywców Pucharów EHF:

Ćwierćfinał (2): 2000/2001, 2001/2002
1/8 finału (2): 1996/1997, 2007/2008
1/16 finału (2): 1994/1995, 1995/1996
- Liga Mistrzów:

1/16 finału (1): 1999/2000
Faza grupowa (1): 2013/2014

## Drużyna w sezonie 2019/2020
| Bramkarze - 1. Alfredo Quintana - 16. Hugo Laurentino - 24. Thomas Bauer Rozgrywający - 7. Yoan Balázquez - 10. Miguel Martins - 11. Djibril M'Bengue - 13. Ángel Hernández - 14. Rui Silva - 20. Rúben Ribeiro - 27. André Gomes - 88. Fábio Magalhães | Skrzydłowi - 21. Leonel Fernandes - 23. Diogo Branquinho - 25. António Areia - 29. Miguel Alves Obrotowi - 4. Victor Iturriza - 15. Daymaro Salina - 22. Alexis Borges |